# Cobitide
Cobitidele (Cobitidae) sunt o familie de pești (zvârlugi și țipari) de apă dulce de talie mică din ordinul cipriniformelor, răspândiți în Europa, Asia și nordul Africii 

## Descriere
Cobitidele sunt pești de talie mică, cu o lungime maximă de 40 cm. Corpul alungit, vermiform, anghiliform (serpentiform) sau fusiform, este comprimat lateral sau cilindric, acoperit cu solzi cicloizi foarte mici, rudimentari sau uneori golaș, fără solzi. Capul relativ mic. Maxilarul superior este format numai din intermaxilare. Gura inferioară, subterminală, mică, este înconjurată de buze cărnoase și prevăzută cu 6-12 mustăți (3-6 perechi de mustăți). Gura (fălcile și palatul cavității bucale) este lipsita de dinți. Dinții faringieni sunt mici, puțini la număr și așezați într-un singur rând. Ochii mici. Sub ochi au un spin (țep) erectil (anterior la Acantopsis), liber sau ascuns sub piele. Pseudobranhia lipsește.
Toate înotătoarele sunt mici și scurte și au vârful rotunjit, inclusiv cea codală, care poate fi cel mult trunchiată, uneori bifurcată. Au o singură înotătoare dorsală. Înotătoarele ventrale în poziție abdominală.
Aparatul lui Weber este întotdeauna prezent. Partea anterioară a vezicii înotătoare (camera cu gaze a lui Weber) este înconjurată parțial sau total de o capsulă osoasă, formată pe seama primei vertebre și stă în comunicație cu urechea internă prin aparatul lui Weber. Capătul liber al vezicii înotătoare stând în contact direct cu pielea, poate primi și transmite urechii în afară de undele sonore și impresii despre variațiile barometrice, și poate și termice ale atmosferei. Orificiile branhiale foarte mici. Au și respirație intestinală; peștii ies din când în când la suprafața apei și înghit aer, pe care-l elimină imediat prin orificiul anal; în timpul cât aerul parcurge tubul digestiv, pereții intestinului posterior rețin oxigenul. Ovarele nu se continuă cu oviductele și ouăle cad în cavitatea abdominală, de unde sunt eliminate prin porul genital.

## Habitat și răspândire
Sunt pești dulcicoli bentonici, răspândiți în Europa, Asia și nordul Africii (Maroc, unde trăiește numai un singur gen). Cea mai mare diversitate se întâlnește în sudul Asiei. Trăiesc pe fund (pești bentonici) în ape curgătoare mici și în mlaștini, înfundându-se în mâlul sau în nisipul de pe fundul lor. 

## Importanța economică
Sunt pești fără importanță economică. Unele specii sunt pești de acvariu populari: Acantopsis, Pangio și Misgurnus (Misgurnus anguillicaudatus).

## Sistematica
Familia cobitide cuprinde 251 specii și 29 genuri, repartizate în 2 subfamilii (Cobitinae și Botiinae) . 

### Subfamilia Cobitinae
Au o pereche de mustăți rostrale pe partea de sus a botului (rar absente). Ramificațiile cefalice ale liniei laterale vizibile. Înotătoarea caudală, de obicei, rotunjită sau ușor emarginată (bifurcată la Acantopsis și unele Lepidocephalichthys). Răspândite în Eurasia și Maroc. Aproximativ 21 genuri:
- Acanthopsoides
- Acantopsis
- Bibarba
- Canthophrys
- Cobitis
- Iksookimia
- Kichulchoia
- Koreocobitis
- Kottelatlimia
- Lepidocephalichthys
- Lepidocephalus
- Microcobitis
- Misgurnus
- Neoeucirrhichthys
- Niwaella
- Pangio
- Paralepidocephalus
- Paramisgurnus
- Protocobitis
- Sabanejewia
- Theriodes

### Subfamilia Botiinae
În 2012, M. Kottelat a revizuit cobitidele și a ridicat această subfamilie la rang de familie - familie Botiidae. Au două perechi de mustăți rostrale pe partea de sus a botului. Ramificațiile cefalice ale liniei laterale abia vizibile. Înotătoarea caudală profund bifurcată. Corpul comprimat. Răspândite în Asia, din India până în China și Japonia, inclusiv Sumatra, Java, și Borneo. Aproximativ 8 genuri:
- Ambastaia
- Botia
- Chromobotia
- Leptobotia
- Parabotia
- Sinibotia
- Syncrossus
- Yasuhikotakia